# 航空交通管制

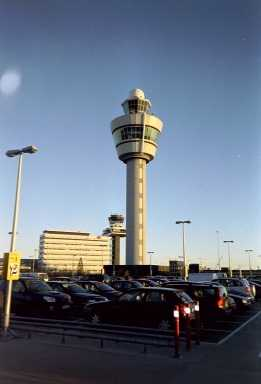
アムステルダム・スキポール空港の管制塔 (Air Traffic Control Towers. 略称：ATCT)

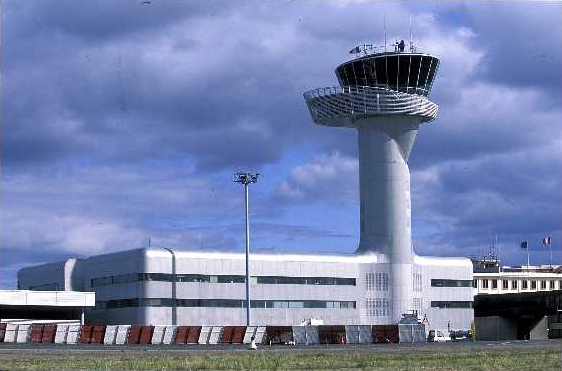
ボルドー(フランス)

航空交通管制（こうくうこうつうかんせい、Air traffic control, ATC）とは、航空機の安全かつ円滑な運航を行うために、主に地上から航空交通の指示や情報を航空機に与える業務のことである。航空管制とも。

## 概要
航空交通管制は、「航空機相互間及び走行地域における航空機と障害物との間の衝突予防並びに航空交通の秩序ある流れを維持促進するための業務」をいい、管制業務を行う資格を有し、かつ当該業務に従事している者を航空管制官（Air traffic controller）という。また、航空管制が実施されている空域を管制空域（英: Controlled airspace）と呼ぶ。航空交通管制に使用される無線電話における電波の変調方式は、全世界で振幅変調が用いられている。
管制業務は航空交通業務(Air Traffic Service)のうちの1つとして位置付けられており、航空交通業務は以下の業務の総称をいう。
管制業務（Air traffic control service）
航空機と航空機、または航空機と障害物の衝突の予防や、航空交通の秩序ある流れの維持促進のための業務
飛行情報業務（Flight information service）
航空機の安全かつ円滑な運航に必要な情報を提供する業務
警急業務（Alerting service）
捜索救難を必要とする航空機に関する情報を関係機関に通報し、また当該機関を援助する業務
管制業務を行う機関を管制所といい、管制所で行う管制業務には6つの業務（技能試験を行う対象としての業務は8つ）がある。カッコ内は各管制所の無線呼出符号。各管制所は管制業務の他に上記に掲げた飛行情報業務と警急業務も行う。
- 航空交通管理センター（呼出符号はない）の業務
  - 航空交通管理管制業務
    - 空域の適切な利用及び安全かつ円滑な航空交通の確保のための業務
- 管制区管制所（CONTROL）の業務
  - 航空路管制業務
    - レーダーを用いない航空路管制業務
    - レーダーを用いる航空路管制業務

  - 進入管制業務（航空交通管制部において行うものに限る）
- ターミナル管制所（APPROACH/DEPARTURE/RADAR）の業務
  - 進入管制業務（航空交通管制部において行うものを除く）
  - ターミナル・レーダー管制業務
  - ターミナルコントロールエリア（TCA）が指定されているところではTCAアドバイザリー業務（呼出符号はTCA）
- 飛行場管制所（TOWER/GROUND/DELIVERY）の業務
  - 飛行場管制業務
- 着陸誘導管制所（GCA）の業務
  - 着陸誘導管制業務

飛行場管制所は、一般的に空港内に設置されている管制塔の最上階（VFRルームともいう）において、またターミナル管制所は管制塔内VFRルーム階下にあるIFRルーム（レーダールーム）で業務を行っている。日本では管轄する空域（福岡飛行情報区）を大きく5つに分割し、札幌、東京、福岡、神戸の各航空交通管制部と航空交通管理センターで航空路管制業務を行っている。
レーダー管制業務を開始するためには航空機をレーダー識別しなければならず、レーダー識別されるまでの間についてはレーダーを用いない航空路管制業務が実施される。従って、レーダーを用いる航空路管制業務の技能試験を受験する際には、予めレーダーを用いない航空路管制業務の技能証明を取得する必要がある。

### 管制業務の例
東京国際空港（羽田空港）から大阪国際空港（伊丹空港）までのIFR（計器飛行方式）による飛行を例にとると、出発から到着までの管制業務の流れは概ね次のようになる。
1. 航空機はあらかじめ管制機関に、呼出符号・航空機の型式・予定経路・予定高度などを記載した飛行計画を提出する。
2. 原則として移動開始の5分前に航空機が東京飛行場管制所管制承認伝達席（TOKYO DELIVERY）と通信設定を行い、管制承認を要求する。
3. TOKYO DELIVERYの管制官は副管制席の管制官に航空機から管制承認の要求があった旨を告げる。
4. 副管制席の管制官は当該飛行を管轄する東京管制区管制所（TOKYO CONTROL）の地区（セクター）席の管制官に管制承認の要求をする。
5. 地区（セクター）席の管制官は自管轄空域の交通流を検討しながら東京飛行場管制所からの要求に対して管制承認を発出する。
6. TOKYO DELIVERYは東京管制区管制所から受領した管制承認を航空機に伝達し、飛行場管制所地上管制席（TOKYO GROUND）に業務を移管する。
7. TOKYO GROUNDは地上の交通流を考慮して、滑走路手前までの走行経路を指示する。
8. 航空機は飛行場管制席（TOKYO TOWER）と通信設定を行う。飛行場管制席の管制官は滑走路の交通を考慮して離陸許可を発出する。
9. 離陸後、航空機は東京ターミナル管制所出域管制席（TOKYO DEPARTURE）と通信設定を行う。TOKYO DEPARTUREはレーダー画面上で航空機のターゲットを識別する。識別後、当該機に対するレーダー管制業務が開始される。
10. TOKYO DEPARTUREから東京管制区管制所（TOKYO CONTROL）に業務が移管され、航空機はTOKYO CONTROLと通信設定を行う。
11. TOKYO CONTROL内ではいくつかの管轄空域（セクター）を飛行し、航空路管制業務が行われ、必要に応じてレーダー誘導並びに高度変更等や降下の指示が発出される。
12. TOKYO CONTROLから関西ターミナル管制所入域管制席（KANSAI APPROACH）に業務が移管され、航空機はKANSAI APPROACHと通信設定を行う。
13. KANSAI APPROACHは他の大阪国際空港到着便を考慮しつつ到着順位の決定を行い、必要なレーダー誘導や降下の指示や速度の調整を行い、大阪国際空港への進入許可を発出し、大阪飛行場管制所（OSAKA TOWER）に業務を移管する。航空機はOSAKA TOWERと通信設定を行う。
14. OSAKA TOWERの管制官は滑走路上に航空機がいないことを確認した（滑走路上の管制間隔を設定）後に着陸許可を発出する。着陸後、大阪飛行場管制所地上管制席（OSAKA GROUND）と通信設定を行う。
15. OSAKA GROUNDは駐機場（スポット）までの走行経路を指示する。エプロンに入るまでが管制業務の対象であり、エプロン以降は各運航者の所掌となる。

### 公用語
国際民間航空機関（ICAO）の規定に基づき、英語（航空英語）もしくは母語で交信する。実際は国籍にかかわらず英語を使用することがほとんどだが、緊急事態の場合はパイロットの負担を考慮して母語に切り替えることがある。実際、日本航空123便墜落事故ではパイロットの負担を考慮し航空管制官が母国語である日本語の使用を許可し、その後は殆ど日本語での交信となった。

### 無線故障時

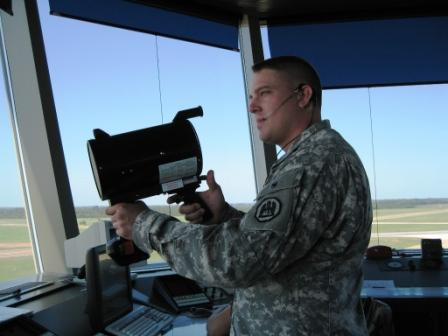
地上の車両に対し指向指示灯を向けるアメリカ海兵隊の管制官

無線の故障や非搭載により交信が出来ない航空機（NORDO：ノード）に対してはライトガン（指向指示灯。赤・緑・白の点滅光または不動光を出せる強力灯）を、航空機は機体の傾き、夜間は位置灯やランディング・ライトを使用して交信する。複雑な指示は出来ないが離陸、着陸、タキシングなど基本的な指示（Aviation light signals）が可能である。航空機以外にも飛行場内を走行する車両に対して使うことがある。

### 機能喪失時
管制機能が喪失した場合、機長が自ら判断して離着陸を行う。
無管制空港でも同様に決められた手順に従って離着陸を行う。一部ではパイロット・コントロールド・ライティングを併用する。

### カンパニーラジオ
航空機が航空局などと航空管制以外の連絡をする場合、管制塔を経由せず直接交信するシステム（カンパニーラジオ、航空エアバンド）を使用する。空港付近と航空路では周波数が異なり、便数の多い大手航空会社には複数の周波数が割り当てられている。航空交通管制と異なり設置は使用者の自費となるため、自社で無線局を開設するか民間企業のサービスを利用する。
旅客機では乗客の体調不良など、着陸後に対処を必要とする事態の連絡に使用されている。
航空管制とは独立しているため、航空英語ではなく所属先の公用語か母語での会話となる。

## 飛行場管制
即座に空港もしくは飛行場の環境をコントロールする第一の方法は管制塔（コントロール・タワー、TWR）からの目視による監視である。管制塔にいる管制官は、飛行場周辺（航空交通管制圏）を航行する航空機、飛行場内の誘導路と滑走路上で移動する航空機や業務車両などの交通整理の責任を負っており、原則として目視により管制する。
空港によっては、地上の航空機などを表示するレーダーを備えるところもある。
この管制塔は飛行場敷地内に建てられており、飛行場面や周辺を飛行する航空機が見渡せるように高く、風に強い構造である。
飛行場管制の基本は、飛行機や車両との無線交信を担当する席と、直通電話等を使用して他の管制機関や外部との調整を行う席の2席のみであるが、交通量の多い空港においては2席のみではトラフィック（航空交通）を捌ききれないため、いくつかの席に分けて行われている。

### ローカル・コントロール（飛行場管制席）
基本的には、管制圏内を飛行する航空機の管制と、滑走路への離着陸の許可を発する管制部門である。一般的なコールサインは「タワー」。規模が小さくグラウンドやクリアランス・デリバリーが設置されていない空港では、これらの役割も担当する。
- 出発の場合は、グラウンド（地上管制席）から管制を引き継ぎ、離陸の許可を出し、#ディパーチャー（出域管制）へ管制業務を移管する。
- 到着の場合は、#アプローチ（入域管制）から管制を引き継ぎ、着陸の許可を出し、グラウンド・コントロールへ管制業務を移管する。

交信例
Japan Air 501, hold short of runway 34R. Number 3.
日本航空501便、滑走路34R手前で待機してください。順序は3番目です。
Japan Air 501, runway 34R. Line up and wait.
日本航空501便、滑走路34Rに入って待機してください。
Japan Air 501, wind 010 at 5. Runway 34R. Cleared for take off. Arrival traffic 4-mile on final.
日本航空501便。風向010度・風速5ノット。滑走路34R離陸支障ありません。後続到着機が最終進入コース上4マイルにいます。

### グラウンド（地上管制席）
グラウンド（GND）は航空機などの地上走行（タキシング）・移動に指示を与える管制部門である。比較的交通量の多い空港に設置されている。正しくはgrand（雄大な・立派な）ではなく「グラウンド」（ground、地上）なのだが転訛発音が定着して「グランド」ともいう。
- 出発の場合は、管制承認を受けたのち（計器飛行方式により飛行する場合のみ）、グラウンドと交信して、滑走路停止位置までの走行経路を指示される。その後、タワーとの交信が指示され、離陸の許可を待つ。
- 到着の場合は、滑走路への着陸後、タワーからグラウンドに引き継がれ、空港内のスポット（駐機場）への走行経路を指示される。

グラウンドは、滑走路とエプロン内を除く空港内での航空機や業務用車両（牽引車、除雪車、路面点検車両など）の移動を管制業務の対象とする。このため、出発機や到着機はもちろん、夜間のスポットチェンジなど牽引車が航空機を移動させる場合にも、許可や指示を与える。走行経路や、誘導路の交差点で「止まれ」「走行支障なし」を指示する、道路交通における交通信号機と同じような役割である。一般的に航空無線の公用語は英語であるが、航空機以外の業務用車両と交信する場合は、現地の言語で行われる事もある。なお、滑走路に係る地上移動（滑走路の横断など）はローカル・コントロールが管轄する。
日本では、航空管制官が管制するほぼすべての空港に設置されている。
交信例
Japan Air 501, Push back approved. Except Runway 34R.
日本航空501便、プッシュバック許可します。使用滑走路は34R。
Japan Air 501,Push back approved. Heading south.
（approvedまで上と同じ）機首は南に向けよ。
Japan Air 501, Runway 34R. Taxi to holding point via W-4, A, H.
日本航空501便、使用滑走路は34Rです。滑走路停止位置まで誘導路W-4・A・Hを地上走行して下さい。

### クリアランス・デリバリー（管制承認伝達席）
航空機の飛行方式には、大別して計器飛行方式 (IFR) と有視界飛行方式 (VFR) の2種類がある。このうちIFRで飛行する航空機が管制空域を飛行する場合は飛行計画の承認を受ける必要があり、クリアランス・デリバリー（または単にデリバリー。CLR）はこの管制承認を航空機に伝達する機関である。
一般航空会社の大型旅客機はほとんどすべてがこのIFRで飛行するので、最初にクリアランス・デリバリーと交信し、目的空港と巡航予定高度を通報して飛行計画の承認を要求する。
飛行経路はあらかじめ提出されている飛行計画（フライト・プラン）にそって管制官によって確認される。管制承認として、目的空港・出発経路（標準計器出発方式（SID）や、それを補足する経路であるトランジション）を含めた飛行経路・離陸後維持する高度・巡航高度・トランスポンダー識別コードが伝達され、パイロットは復唱する。復唱が確認されると、グラウンド（地上管制席）と交信するよう指示される。
クリアランス・デリバリーは、日本では旧第一種空港をはじめとするトラフィックの多い空港に設置されている。地方空港などでは、グラウンドやタワーが役割を代替しているケースが見られる。
近年では自動音声化されている空港も存在する。
交信例
Japan Air 501, Cleared to New Chitose Airport via Pluto 1 departure flight planned route, maintain Flight level 150, expect flight level 370. Squawk 2146.
日本航空501便、新千歳空港への飛行を承認します。経路はプルート１出発方式、その後は飛行計画経路通りに飛行してください。離陸後はフライト・レベル150（≒15,000フィート）を維持、飛行高度についてはフライト・レベル370（37,000フィート）を予期して下さい。トランスポンダーのコードは2146です。
Japan Air 501, Read back is correct. Contact ground 121.7 when ready to taxi.
日本航空501便、復唱はそのとおりです。地上走行の準備が完了したならばグラウンドと121.7MHzで交信して下さい。

### 航空管制官配置空港
トラフィックの少ない地方空港などでは航空管制官が配置されておらず、航空管制運航情報官が交通情報・気象情報を提供するレディオ空港 (RDO) や航空管制運航情報官が遠隔地より情報を提供するリモート空港がある。航空管制官が配置されている日本の空港は以下の通り。
空港名とIATA/ICAO空港コード
- 国土交通省航空局管制官
  - 帯広空港:OBO/RJCB、釧路空港:KUH/RJCK、女満別空港:MMB/RJCM、旭川空港:AKJ/RJEC、函館空港:HKD/RJCH、青森空港:AOJ/RJSA、秋田空港:AXT/RJSK、仙台空港:SDJ/RJSS、成田国際空港:NRT/RJAA、東京国際空港:HND/RJTT、新潟空港:KIJ/RJSN、富山空港:TOY/RJNT、中部国際空港:NGO/RJGG、大阪国際空港:ITM/RJOO、関西国際空港:KIX/RJBB、神戸空港:UKB/RJBE、八尾空港:RJOY、岡山空港:OKJ/RJOB、広島空港:HIJ/RJOA、高松空港:TAK/RJOT、松山空港:MYJ/RJOM、高知空港:KCZ/RJOK、北九州空港:KKJ/RJFR、福岡空港:FUK/RJFF、大分空港:OIT/RJFO、長崎空港:NGS/RJFU、宮崎空港:KMI/RJFM、熊本空港:KMJ/RJFT、鹿児島空港:KOJ/RJFK、那覇空港:OKA/ROAH、宮古空港:MMY/ROMY、石垣空港:ISG/ROIG、下地島空港:SHI/RORS
- 自衛隊管制官
  - 新千歳空港:CTS/RJCC、丘珠空港:OKD/RJCO、十勝飛行場:RJCT、大湊飛行場:RJSO、三沢空港:MSJ/RJSM、松島飛行場:RJST、霞目飛行場:RJSU、茨城空港:IBR/RJAH、立川飛行場:RJTC、下総飛行場:RJTL、館山飛行場:RJTE、木更津飛行場:RJTK、厚木飛行場:RJTA、硫黄島飛行場:RJAW、南鳥島飛行場:RJAM、霞ヶ浦飛行場:RJAK、滝ヶ原飛行場:RJAT、入間飛行場:RJTJ、宇都宮飛行場:RJTU、浜松飛行場:RJNH、静浜飛行場:RJNY、小松空港:KMQ/RJNK、岐阜飛行場:RJNG、名古屋空港:NKM/RJNA、明野飛行場:RJOE、徳島空港:TKS/RJOS、小松島飛行場:RJOP、米子空港:YGJ/RJOH、防府飛行場:RJOF、小月飛行場:RJOZ、築城飛行場:RJFZ、芦屋飛行場:RJFA、新田原飛行場:RJFN、鹿屋飛行場:RJFY
- 米軍管制官
  - 横田飛行場:RJTY、岩国基地・岩国空港:IWK/RJOI、嘉手納飛行場:DNA/RODN、普天間飛行場:ROTM

## 進入・ターミナルレーダー管制
交通量の多い空港には、周辺の空域を管制するためのレーダー管制設備が備えられており、これらはアメリカ合衆国ではTRACON（Terminal Radar Approach CONtrol, ターミナルレーダー進入管制）と呼ばれている。各々の空港で違いがあるが、ターミナル・レーダー管制業務は普通空港から30 - 50 海里及び地上から10,000フィートの範囲で交通の管制を行っている。
交通量の少ない空港では、レーダーを用いない進入管制業務が行われている。

### ディパーチャー（出域管制）
ディパーチャー（出域管制、DEP）は、離陸したIFR機をレーダーを使って航空路まで誘導、監視を行う部門あるいは管制席。
タワーで離陸許可を得て離陸後、上昇飛行を続ける航空機は、飛行場管制席から出域管制席に管制移管される。原則として各飛行場には  標準計器出発方式（SID：Standard Instrument Departure）というものが設定されていて、航空機はそのルートや高度制限に従って飛行して、航空路に合流することになる。また、このSID終了点が航空路に接続していない場合には、航空路までの経路を補足する転移経路（トランジション）が設定されている場合もある。
出域管制席の管制官は、離陸した航空機が指定したSIDやトランジションに従って飛行や上昇しているかを監視し、場合によってはレーダー誘導を行う。
交信例
Japan Air 501, Radar contact. Climb via Pluto 1 Departure.
日本航空501便、レーダーで捕捉しました。プルート1出発方式に従って上昇してください。
Japan Air 501, Fly heading 010 vector to SEKIYADO. Climb and maintain Flight Level 150.
日本航空501便、針路010度で飛行してください、セキヤドまで誘導します。高度は15,000フィートまで上昇し維持してください。
Japan Air 501, Resume own navigation direct SEKIYADO.
日本航空501便、自律航法に戻りセキヤドまで直行してください（レーダー誘導の終了）

### アプローチ（入域管制）
アプローチ（入域管制、APP）は航空路を飛行中の航空機を、計器進入開始点、もしくは場周経路（トラフィックパターン）まで誘導、監視を行う管制部門。
航空機は目的地飛行場に近づくと、航空路を離れ降下しながら滑走路に向かう。通常、航空路は滑走路まで設定されることはなく、航空路から飛行場周辺（正確には着陸する滑走路に対する計器進入を開始する地点）まで、標準計器到着方式（STAR：STandard instrument ARrival）というものが設定されている。航空路を飛行中の航空機は、STARに従って進入開始点へ向かうことになる。ただし管制圏の設定のない飛行場によってはSTARが設定されていない場合もある。入域管制（席）の管制官は、航空機がSTARに従って飛行や降下しているかを監視、もしくはレーダー誘導によって到着機同士の管制間隔を設定し、進入許可を発出する。
交通量の多い飛行場の場合、到着の航空機はあらゆる方向から飛んでくるため複数のSTARが設定されている。到着機が複数ある場合、STARを飛行中の航空機が順序良く着陸できるように航空機同士の間隔を設定する必要がある。入域管制を担当する管制官はレーダーを用いて速度調整や誘導（レーダーベクター）を行い、進入順位を決めて航空機を並べていく。
STAR上に悪天候空域が存在し航空機から回避の要求があればそれに応じて経路を変更したり、何らかの事情で滑走路が閉鎖になった場合は上空で待機の指示を出したりする。離陸後四方八方に分かれる出発と違い、複数地点から来る航空機を要求された間隔で最終的にひとつの地点に誘導しなくてはならないので、管制官にも即時の判断や誘導技術が問われるセクションである。
進入許可を発出すると、タワーとの交信が指示され、飛行場管制所に業務が引き継がれる。
交信例
Japan Air 111, Fly heading 200 vector to final approach course. Descend and maintain 10,000.
日本航空111便、針路200度で飛行して下さい。最終進入コースまでレーダー誘導します。高度10,000フィートまで降下し、維持して下さい。
All Nippon 232, Turn right heading 330 for spacing.
全日本空輸232便、管制間隔を設ける為、針路330度へ右旋回して下さい。
JA4121, Turn left heading 340 to Intercept localizer. 12 miles from outer marker. Cleared for ILS runway 34 approach.
JA4121、針路340度へ左旋回してローカライザーを捕捉して下さい。貴機はアウターマーカーから12マイル地点。ILS（計器着陸装置）を利用した滑走路３４番計器進入方式による進入支障ありません。
※ 着陸の為の進入の許可であって、着陸許可は出ていない。

### GCA（着陸誘導管制）
管制官が音声により航空機を滑走路まで誘導する管制席。管制官はPAR（精測進入レーダー）を用いて、航空機に対して一方的かつ連続的に機首方位などを指示し、航空機を誘導限界点まで誘導する。
おもに計器着陸装置（ILS）を備えていない航空機、特に戦闘機などに対して行われる。肉声で誘導するが精度としてはILSのカテゴリーⅠに相当する。
交信例
All Nippon 232, this is Nagoya final controller. radio check. How do you read?
全日本空輸232便、こちら名古屋ファイナルコントローラーです。無線の感度はいかがでしょうか?
This will be a PAR approach to runway 34. Guidance limit 60 feet from runway. Your missed approach procedure is following ILS Runway 34 missed approach.
Do not acknowledge further transmission.If no transmission is received for five seconds on final approach, attempt contacting tower on 118.7 .
34番滑走路への精測レーダー進入を行います。誘導限界は滑走路から60フィートの地点です。貴機の進入復行方式はILS（計器着陸装置）を利用した滑走路３４番計器進入方式の進入復行方式に従ってください。 これ以降の送信には応答しないでください。もし最終進入において5秒間こちらから送信がなかった場合は118.7MHzで飛行場管制と交信を試みてください。
Perform landing check.
着陸の確認を実施してください。
Gear should be down.
降着装置を下げてください。
Approaching glide path.
グライドパスに近づいています。
Begin descent.
降下を開始してください
Turn right heading 346, slightly left of course and going to left of course quickly, on glide path
針路346度に右旋回してください。現在位置は進入コースの若干左側であり、急速に左にずれていっています。適正進入角上にいます。
Turn left heading 338, come back to course slowly, on glide path.
針路338度に左旋回してください。ゆっくり進入コースに戻っています。適正進入角上にいます。
4 miles from touch down, on course, slightly above of glide path. Adjust rate of descent.
貴局は接地点から4海里の地点です。現在位置は進入コース上です。若干適正進入角上より上にいます。降下率を調整してください。
On course,on glide path, heading and rate of descent are good.
現在地は進入コース上かつ適正進入角上です。針路、降下率は良好です。
Guidance limit, take over visually, if runway not in sight execute missed approach.
誘導限界です。目視により飛行してください。滑走路が見えない場合は進入復行を行ってください。
Contact tower 118.7 after landing.
着陸後118.7で飛行場管制と交信してください。

### ATIS
ATIS（エイティス、アティス。Automatic Terminal Information Service, 飛行場情報放送業務）は滑走路への着陸方式・使用滑走路・空港の気象情報・航空保安施設の運用状況等を地上から航空機へ無線を使って連続的に放送するサービス。航空機の飛来が多い空港で行われている業務である。当該業務については、直接の管制業務ではないが、密接に関係しているため記述する。
通常は毎時0分に更新され、交通量の多い空港では毎時30分にも更新される。また、着陸方式や使用滑走路などが変更されたときや、パイロットから乱気流に関する報告があったとき、気象状況が規程の値を超えて変化したときなどは随時更新される。情報が改訂された場合はA（アルファ）からZ（ズールー）までのアルファベットを順に使って識別される。放送内容は英語で送信される。航空管制運航情報官（旧：航空管制通信官）の録音によるもの、または合成音声（録音された単語データを必要に応じて組み合わせる 電話の時報と同じ手法）によるものがある。出発や到着前には、最新の情報を受信し、自分が持っている情報（情報記号AなのかBなのか）を管制官に報告することが求められている。最新の情報をもっている旨通報された管制官は、航空機への通報事項を省略することができる。
放送例
Tokyo International Airport Information N, 0630. ILS Zulu Runway 34 Left approach and ILS Zulu Runway 34 Right approach. Landing runway 34 Left and 34 Right, Departure Runway 05 and 34 Right. Departure frequency 126.0 from Runway 05, 120.8 from Runway 34 Right. Simultaneous parallel ILS approaches to Runway 34 Left and Right are in progress. Wind 320 degrees 10 knots. Visibility 20 kilometers, sky clear. Temperature 25, dewpoint 20. QNH 30.00 inches. Advise you have information November.
東京国際空港、情報N（ノヴェンバー）。6時30分（国際標準時）現在。着陸方式はILS Z RUNWAY 34LアプローチとILS Z RUNWAY 34Rアプローチを実施中です。着陸滑走路は34Lと34R、出発滑走路は05と34Rです。出域管制周波数は滑走路05からの離陸の場合は126.0MHz、滑走路34Rから離陸の場合は120.8HMzです。滑走路34Lと34Rへの同時並行ILS進入を実施しています。風は320度方向より10ノット。視程は20キロ、快晴。気温摂氏25度、露点20度。QNHは30.00インチです。情報Nを受信した旨を報告して下さい
日本のATIS設置空港は、上記の放送例と同じ形式で放送される。

#### ATISの実際の活用例
0730 (Z) 時点のATIS
CHUBU CENTRAIR International Airport information Alpha, 0730. ILS runway 36 approach, using runway 36. Departure frequency 120.0. Wind 080 degrees 10 knots. Visibility 20 kilometers, sky clear. Temperature 25, dewpoint 20. QNH 30.00 inches. Advise you have information Alpha.
0800 (Z) 時点のATIS
CHUBU CENTRAIR International Airport information "Bravo", 0800. "ILS runway 18 approach", "using runway 18". Departure frequency 120.0. "Wind 160 degrees 10 knots". Visibility 20 kilometers, sky clear. Temperature 25, dewpoint 20. QNH "29.90" inches. Advise you have information "Bravo".
30分の間に" "の部分が更新されたことになる。着陸方式がILS36からILS18に、風向きは80度から160度に、QNHが30.00インチから29.90インチに変わっている。
パイロットによって持っている情報が違うときがある。例えば、最初の交信でパイロットが "We have Alpha" と管制官に報告した場合、最新の情報番号は Bravo なので、管制官はパイロットに対して、"Now informartion Bravo. Using runway 18, QNH 29.90." などとAlphaとBravoで情報が変わっている部分を訂正する必要がある。

## 航空路管制
航空機が飛行場を離陸して航空路に合流すると、出域管制から航空路管制に管制移管される。目的地の飛行場への着陸進入体制に入る（アプローチへの管制移管）まで、飛行中は航空路管制の管轄になる。航空路管制（エンルート）のことをセンターとも呼ぶ。
センターの管制官はアメリカなどの場合エアルート交通管制センター (ARTCC)、日本などの場合エリア管制センター (ACC) と呼ばれる機関で業務を行っている。各センターは何千平方マイルといった膨大な空域を航行中の航空機の動向をレーダーを用いて監視している。

### VOLMET放送
洋上を航行している航空機に対し、主要空港の気象情報を短波 (SSB) を使って放送している。日本は太平洋ボルメット地域に属しており、2,863・6,679・8,828・13,282の各kHzで、毎時10分と40分に気象庁本庁から放送している。聴き続けていると管轄各地の天気が分かる。
当該業務については、直接の管制業務ではないが、密接に関係しているため記述する。
| 放送時間       | コールサイン | 放送地点                                                                                     |
| -------------- | ------------ | -------------------------------------------------------------------------------------------- |
| 毎時0分・30分  | ホノルル     | ホノルル、カフルイ、ヒロ、グアム                                                             |
| 毎時5分・35分  | ホノルル     | サンフランシスコ、ロサンゼルス、シアトル、ポートランド、サクラメント、オンタリオ、ラスベガス |
| 毎時10分・40分 | 東京         | 成田、羽田、新千歳、中部、大阪（関西）、福岡、ソウル（仁川）                                 |
| 毎時15分・45分 | ホンコン     | 香港、広州、那覇、台北、高雄、マニラ、マクタン                                               |
| 毎時20分       | オークランド | ナンディ、ヌーメア、ウェリントン,パゴパゴ、タヒチ                                            |
| 毎時25分・55分 | ホノルル     | アンカレジ、フェアバンクス、キングサーモン、エルメンドルフ、イールソン、バンクーバー         |
| 毎時50分       | オークランド | ナンディ、クライストチャーチ、ウェリントン、パゴパゴ、タヒチ                                 |

### 日本の場合
日本では国土交通省航空局の管轄下において、航空交通管理センターと4つの航空交通管制部を設置して航空路管制業務をおこなっている。 日本国内に発着しない飛行機も、管制空域内では日本の管制下におかれる。なお航空交通管制部では、小規模空港におけるレーダーを用いない進入管制業務も行っている。
- 航空交通管理センター（福岡県福岡市、福岡航空交通管制部と同居）
- 札幌航空交通管制部 （北海道札幌市・札幌コントロール）2024年10月1日廃止
- 東京航空交通管制部 （埼玉県所沢市所沢航空記念公園内・東京コントロール）
  - 隣接する公園内には航空博物館が設置されている。
- 神戸航空交通管制部 (兵庫県神戸市西区航空衛星センター内・神戸コントロール)
- 福岡航空交通管制部 （福岡県福岡市・福岡コントロール）
- 那覇航空交通管制部 （沖縄県那覇市・那覇コントロール）2018年10月1日廃止

2005年と2006年に種子島宇宙センターから打ち上げられた運輸多目的衛星(MTSAT)「ひまわり6号（MTSAT-1R）」および「ひまわり7号（MTSAT-2）」を使って、洋上やVHF通信のブラインドエリアを飛行している航空機と管制機関の間で、各種データ通信を行う事ができるようになった。 そのため、レーダーでの監視ができない洋上において、運航本数を増やす事ができるようになる。MTSATによるサービスを受けるためには、衛星通信用の設定と航空当局への登録が必要になる。従って、設定していない国内・国外の航空機はサービスを受けられないことがある。
2018年10月1日より神戸航空交通管制部（神戸コントロール）が発足し、那覇コントロールは廃止され（神戸衛星管制センターの施設を転用し、那覇コントロールの人員をもって新設）、当面は神戸コントロールが那覇コントロール管区を担当。2025年度を目安に、交通管制部を東京と神戸に再編し、低高度領域を担当。高高度は福岡、洋上部はATMCに一元管理・冗長化をとる再編を徐々に実施予定。札幌・那覇の施設は再編後に実施するターミナル空域再編の際、ターミナル空域管制センターに転用予定。

## 航空保安施設

### 航法援助施設
NDB (Non-Directional Beacon)

無指向性無線標識。長波から中波にかけての200kHzから415kHzまでを使用し、振幅変調波を発射して位置を知らせる航空保安施設。モールス信号で送られる2文字の識別符号を電波に乗せて送信することで、どこのNDBの電波かを容易に識別できるようにしている。
VOR (VHF Omni-directional (radio) Range)

DME (Distance Measuring Equipment)

TACAN (Tactical Air Navigation System)

VOR/DME(V/D)
ヴォルデメ（ボルデメ）と読む。VORとDMEを同時に設置したもの。日本では米軍設置局を除き、3文字で表される識別符号のアルファベット末尾が原則としてEである（阿見VOR/DMEがTLE、浜松VOR/DMEがLHEなど）。コンパスロケータとして使用される蔵王山田VORZMOを除き、日本国内においてVOR単独で設置されるものはなく、VOR/DMEかVORTACのどちらかとして設置されている。
VORTAC(V/T)
ヴォルタック（ボルタック）と読む。VORとTACANを隣接して設置したもの。日本では米軍設置局を除き、3文字で表される識別符号のアルファベット末尾が原則としてCである（大島VORTACがXAC,新潟VORTACがGTCなど）。DMEとTACANの距離測定信号は互換性があるため、VORTACからの信号はVOR/DMEにより測位を行う民間機とTACANにより測位を行う軍用機の両方が利用できる。
ILS (Instrumental Landing System)

電波により、最終進入コースの航空機を滑走路へ誘導する装置。日本では米軍設置局を除き、3文字で表される識別符号のアルファベット頭字がIである。

### レーダーサイト

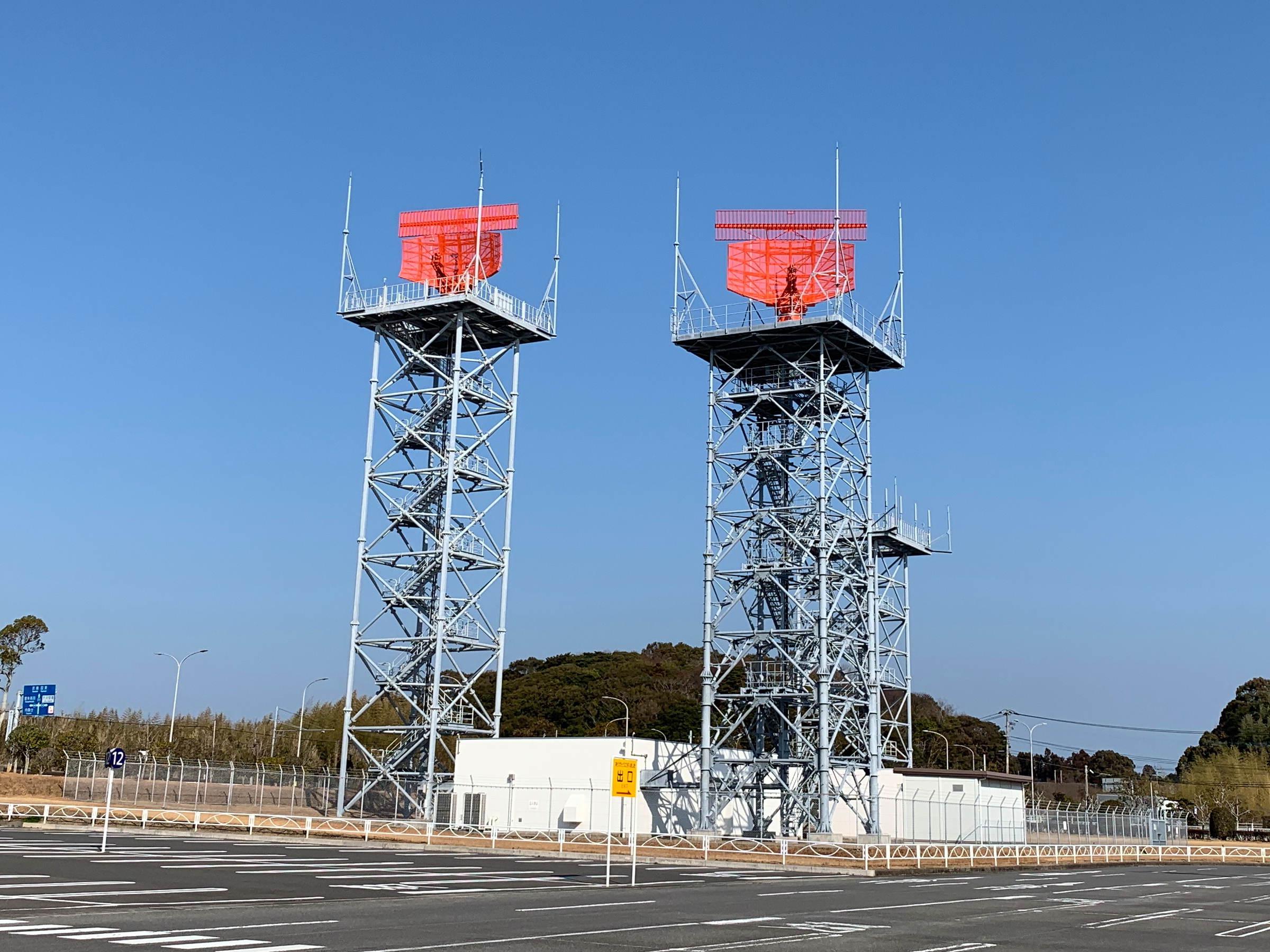
空港監視レーダー塔
主要部の監視レーダー画像はこちら

レーダーは主に飛行中の航空機の位置と高度を把握するために用いられ、日本国内のレーダーサイトは、主に航空自衛隊により警戒管制や飛行管制などに用いられている。国土交通省の航空局レーダーサイトには空港監視レーダー (ASR)・二次監視レーダー (SSR)・空港面探知レーダー (ASDE)・精測進入レーダー (PAR)・航空路監視レーダー (ARSR) ・洋上監視レーダー(ORSR)などがある。
空港監視レーダー (ASR, Airport Surveillance Radar)
空港の建物に設置され、空港から60マイル以内の空域にある航空機の位置を探知し、出発機や進入機の誘導、航空機の管制間隔の設定など、ターミナルレーダー管制に使用される一次レーダー（航空機の機体に直接当てた電波が反射して戻ってくる間の時間差と、レーダーの回転角度で航空機の位置を割り出すレーダー）を使用する。地面反射などの固定目標からの反射信号を抑制する機能を有しており、レーダー面位置表示器（PPI）は空港のレーダー管制室に設置され、二次監視レーダーと併用して使用されている。
二次監視レーダー (SSR, Secondary Surveillance Rader)
航空機に搭載したATCトランスポンダと交信して、便名（モードA）と高度（モードC）を得る二次レーダー
また、モノパルス測角方式により、モードA/Cの情報以外に距離と方位も同時に知ることが出来る。
空港面探知レーダー (ASDE, Airport Surface Detection Equipment)
空港地表面の航空機や車両等の動きを監視する。非常に短い波長の電波を利用した高分解能レーダーで、レーダースクリーン上には航空機の形がはっきりと現れる。低視界のときや夜間の管制業務に使用する。
成田・羽田・中部・伊丹・関西・福岡・那覇の各空港に設置されている。
精測進入レーダー (PAR, Precision Approach Radar)
最終進入状態にある航空機のコースと正しい降下路からのずれ及び接地点までの距離を測定し、その航空機を着陸誘導するために用いられるレーダーである。
伊丹・那覇の各空港や、一部自衛隊の飛行場に設置されている。
航空路監視レーダー (ARSR, Air Route Surveillance Rader)
航空路を見渡たすことができる山頂に設置され、高度80,000フィート、180マイル以内の空域にある航空機の位置を探知し、航空路(エンルート)を飛行している航空機の誘導と間隔設定に使用するレーダーである。このサイトには一次レーダーと併用して二次監視レーダーが使用されており、航空機と他の管制施設との間で無線連絡できる対空無線施設が設置され、ここで探知された航空機の運行情報などはレーダー・ビデオ信号としてマイクロ波中継回線を経由して各々の航空交通管制部に伝送され、そこで航空路を飛行する航空機の監視のほか、マイクロ波中継回線を使用して対空無線施設により航空機の誘導を行う。
釧路・横津岳・八戸・上品山・小木の城・山田・箱根・三河・三国山・平田・今の山・三郡山・加世田・奄美大島・八重岳・宮古島に設置されている。
洋上航空路監視レーダー (ORSR, Oceanic Route Surveillance Radar)
主に洋上の航空路(エンルート)を飛行している航空機の誘導と間隔設定に使用するレーダーである。
いわき・八丈島・福江島・男鹿に設置されている。

レーダースクリーン上には航空機の速度も表示されるが、これは二次レーダーによるものではなく、一次レーダーの情報から解析した対地速度である。

## 気象情報
航空用の気象情報は、いくつかの情報がある。
- 空域悪天情報（SIGMET)
- 火山灰支援情報 (VA Advisory)
- 飛行場の実況(METAR/SPECI)
- 航空機観測報告(AIREP,PIREP)
- 飛行場予報(TAF)
- 空域・航空路予報
- 各種天気図の提供
- 飛行場の気象警報・情報
- 航空管制当局を通じて提供される情報
- 緊急地震速報および震度情報

空域悪天情報　SIGMET
空域悪天情報には、大きく分けて3種類存在する。熱帯低気圧、飛行上重大な悪天、火山噴火の3種類ある。有効期間は4-6時間。これらの情報は、飛行情報区(Flight Information Region)毎に報じられる内容で、悪天の強さや存在位置、今後の変化などの情報が含まれる。この情報は、飛行場内の予報部門のほか、航空管制経由で口頭、あるいはデータリンクサービスで伝えられる。明らかに問題がある場合は、航空管制から回避行動を指示したりする。
SIGMETの例
RJJJ SIGMET 1 VALID 300425/300625 RJTD-
RJJJ FUKUOKA FIR SEV TURB OBS AT 0402Z 40NM W OF MJE FL390 BY A333
MOV E 25KT INTST UNKNOWN=
火山灰に関するSIGMET
LIRR SIGMET 03 VALID 300800/301400 LIMM-
LIRR ROMA FIR FBL VA LAST OBS (300400Z BY LICZ) EXT 20 NM SE OF ETNA
FL090/120 MOV SE 15 KT.=

火山灰支援情報（航空路火山灰情報）
火山噴火が発生した場合、火山灰による航空機の安全を確保する目的で、噴火した火山灰がどの程度の範囲にまで達するか、存在する高さがどのくらいか。等の情報である。予報期間は最大で18時間。高さに関係なく報じられる。
この情報はSIGMETと異なり航空路火山灰情報センター (VAAC=Volcanic Ash Advisory Centre) が発信し、複数のFIRをまたいで報じられる。拡散範囲が広い場合、各VAACの管轄をまたぐこともあり、この場合は、各VAACから発信されるが、支援情報の中に「噴火元のVAACの情報を必ず見ること」が付け加えられる。
航空管制機関は、気象機関などから得た情報を基に、飛行中の航空機に対して情報提供、回避行動の指示や、空港の一時閉鎖、航空路の一時抑止といった措置を行い、航空機に対して報じる。
火山灰支援情報の例
VA ADVISORY
DTG:  20090630/0605Z
VAAC:  DARWIN
VOLCANO:  BATU TARA  0604-26
PSN:  S0747 E12335
AREA:  LESSER_SUNDA_IS
SUMMIT ELEV:  748M
ADVISORY NR:  2009/277
INFO SOURCE:  NOAA, MTSAT-1R
AVIATION COLOUR CODE:  ORANGE
ERUPTION DETAILS:  VA PLUME OBSERVED APPROX 30NM TO W AT 30/0530Z
TO FL050.
OBS VA DTG:  30/0600Z
OBS VA CLD:
SFC/FL050 S0745 E12335 - S0805 E12245 - S0725 E12245 -
S0745 E12335 MOV W 05KT
FCST VA CLD +6HR:  30/1200Z
SFC/FL050 S0745 E12335 - S0805 E12245 - S0725 E12245 - S0745 E12335
FCST VA CLD +12HR:  30/1800Z
SFC/FL050 S0745 E12335 - S0805 E12245 - S0725 E12245 - S0745 E12335
FCST VA CLD +18HR:  01/0000Z
SFC/FL050 S0745 E12335 - S0805 E12245 - S0725 E12245 - S0745 E12335
RMK:    GRAPHIC AT [LOWER CASE]
NXT ADVISORY:  NO LATER THAN 20090630/1200Z

飛行場の実況(METAR/SPECI)
航空機から、飛行場の気象状態のリクエストがあった場合、その情報を伝える。また、離着陸に影響のある現象が観測された場合、航空機に対して観測情報が報じられるほか、回避・待機などの指示を出す。

航空機からの観測報告
航空機から、乱気流などの悪天を観測した場合や、火山噴火を観測した場合は、管制機関に通報し、管制機関から各航空機関・気象機関に通報される。
飛行中の各ポイントで観測された情報は、管制機関にデータリンク方式で通報する場合もある。
飛行場予報(TAF)
飛行場予報は、直接管制から航空機に対して報じることはないが、着陸に必要な情報を航空機からリクエストがあった場合、直近に関して管制気象部門に問い合わせの上、伝えることがある。

空域・航空路予報
空域予報は、当該空域において悪天・現象、強さや存在高度の予測を行う。
管制機関から直接航空機に対して、通報されることはない。
各種天気図の提供
各空港で飛行に必要な天気図を、展示したりあるいは資料提供と言ったことが行われる。提供される天気図はAIPに記述されている。また気象機関によってはインターネットで、その内容を直接閲覧できるようにしているところもある。管制機関が直接航空機に対して、天気図の提供はしない。
日本では、民間の気象会社が公開しているサイトで、天気図を公開しているところもある（全てではない）。
飛行場の気象警報・情報
飛行場気象警報は、離着陸に影響がある風や現象・雲など一定の基準を設けて運用の規制をかけるような情報。各飛行場単位で基準が定められている。
この情報は、管制機関から航空機に対して通報される。
飛行場気象情報は、明確な基準はないものの、離着陸に影響があるような事象について、警報基準に達しないが、注意しておくべき事象が予想されるような場合、あるいは、事前に準備や飛行計画の検討を予め行っておく必要がある等と言ったような場合、さらには、飛行場内で行う陸上作業（積み荷の搬出入、除雪作業の事前準備、乗降への影響）などに影響を与えるような場合にも報じられることがある。
これらの情報は、飛行場単位で行われる。
緊急地震速報・震度速報
気象庁震度階級4以上が予想される緊急地震速報が出たとき、あるいは当該飛行場で震度4以上の地震が観測されたとき、管制機関から航空機に対して口頭で報じられる情報である。
多機能型地震計が設置された空港で提供される(2009年4月現在、13の空港が対象)。
航空機の運航に影響を及ぼす恐れがある（震度4以上）のような、緊急地震速報が発せられたとき、管制機関から緊急地震速報が出た旨、管制官から可能な限り情報提供される。
滑走路等点検が必要（震度4以上）となる場合は震度速報(当該飛行場)の他、管制官から発着許可の取り消し、または着陸復行(ゴーアラウンド)の指示が出る。